# Rafael Virasoro
Rafael Virasoro (Santa Fe 1906- Santa Fe, 1 de noviembre de 1984) fue un filósofo argentino.
Fue profesor de filosofía moderna en la Facultad de Filosofía de la Universidad Nacional del Litoral, profesor de Gneoseologia y Metafísica en la Facultad de Filosofía y Letras de la Universidad de Buenos Aires.
Su pensamiento filosófico trata sobre la dignidad de la ética personal del hombre. Virasoro le reconoce al espíritu una relevancia ontológica y destaca como postulado la apertura del hombre a la trascendencia. Su ética encuentra fundamento en las teorías de Max Scheler y Nicolai Hartmann sobre los valores, y el rescate de la intuición emocional. 
Virasoro sostiene que el proceso de la formación moral y espiritual da comienzo cuando el hombre toma conciencia de si y de la diferencia entre su propia conciencia moral y los rasgos y modos de comportamiento comunes al grupo. Virasoro también afirma que la vida de los seres humanos carece de sentido y no es posible comprenderla si no se tiene en cuenta la libertad, ya que ella es la que avala y da razón a las decisiones que toma el hombre guiándolo en una senda que conduce a la responsabilidad.

## Obras
- Envejecimiento y muerte (1939)
- La ética de Scheler (1942)
- Vocación y moralidad (1949)
- Libertad y valores (1954)
- Introducción a la fenomenología de Husserl (1955)
- Ensayos sobre el hombre y sus problemas (1955)
- Existencialismo y moral (1957)
- La conciencia moral y los valores (1963)